# Associazione Sportiva Solbiatese 1974-1975
Questa voce raccoglie le informazioni riguardanti l'Associazione Sportiva Solbiatese nelle competizioni ufficiali della stagione 1974-1975.

## Rosa
| N. |                   | Ruolo | Calciatore          |
| -- | ----------------- | ----- | ------------------- |
|    | Italia (bandiera) | A     | Lorenzo Benna       |
|    | Italia (bandiera) | P     | Mario Caccialanza   |
|    | Italia (bandiera) | C     | Adelio Crespi       |
|    | Italia (bandiera) | C     | Claudio Dezio       |
|    | Italia (bandiera) | P     | Achille Fellini     |
|    | Italia (bandiera) | D     | Luciano Fiorin      |
|    | Italia (bandiera) | A     | Giovanni Fumagalli  |
|    | Italia (bandiera) | D     | Luigi Fusari        |
|    | Italia (bandiera) | C     | Pierangelo Ghisetti |
|    | Italia (bandiera) | C     | Franco Negri        |

| N. |                   | Ruolo | Calciatore          |
| -- | ----------------- | ----- | ------------------- |
|    | Italia (bandiera) | D     | Tommaso Rossi       |
|    | Italia (bandiera) | D     | Davide Seveso       |
|    | Italia (bandiera) | D     | Giampaolo Sperolini |
|    | Italia (bandiera) |       | Stacchetti          |
|    | Italia (bandiera) | A     | Ugo Tosetto         |
|    | Italia (bandiera) | D     | Franco Vaccari      |
|    | Italia (bandiera) |       | Vanetti             |
|    | Italia (bandiera) | C     | Alessandro Veracini |
|    | Italia (bandiera) | C     | Domenico Volpati    |